# Guadalupe (Kalifornia)
Guadalupe – miasto w Stanach Zjednoczonych, w stanie Kalifornia, w hrabstwie Santa Barbara.